# Frank Castleman
Frank Riley Castleman (Tracy Creek, Nova York, 17 de març de 1877 – Columbus, Ohio, 9 d'octubre de 1946) va ser un jugador de futbol americà, de beisbol i atleta estatunidenc que va competir a començaments del segle xx. En retirar-se passà a exercir tasques d'entrenador en nombrosos esports.
El 1904 va disputar quatre proves de velocitat del programa d'atletisme dels Jocs Olímpics de Saint Louis: els 200 metres tanques, en què guanyà la medalla de plata, els 110 metres tanques, on fou quart, els 60 metres, on fou sisè, i els 100 metres, en què quedà eliminat en les sèries preliminars.
El 1906 es graduà a la Colgate University.
El 1906 i 1907 va exercir d'entrenador de l'equip de futbol americà de la University of Colorado at Boulder. També fou entrenador de bàsquet a Colorado entre 1906 i 1912 i de beisbol entre 1907 i 1913. Posteriorment fou entrenador d'atletisme a la Universitat Estatal d'Ohio.
Morí a la seva casa de Columbus, Ohio, el 9 d'octubre de 1946.